# Грехов Олександр Сергійович
Олександр Сергійович Грехов (нар. 25 серпня 1983, м. Потсдам, Німеччина) — український художник-ілюстратор. Засновник бренду «Unicorn & Wine».

## Життєпис
У 2005 році закінчив Київський політехнічний інститут імені Ігоря Сікорського (магістр, спеціальність — телекомунікації та інформаційна безпека). Працював в IT сфері.
Від 2017 року створює ілюстрації. Співпрацює з Національним музеєм Тараса Шевченка, Національним музеєм мистецтв імені Богдана та Варвари Ханенків, фондами «Таблеточки» і «Сіріус», газетою «Esthete» та іншими.
Серія робіт «Квантовий стрибок Шевченка» виставлялася на станції ім. Тараса Шевченка київського метрополітену (2019, пошкоджена вандалом), в ОАЕ, Сербії, на фестивалі «Burning Man» (США). Автор ілюстрацій на тему російсько-української війни.
Персональні виставки у містах Києві (2018, 2019), Полтаві (2018), Будапешті (2018, Угорщина), Львові (2021), Луцьку (2021), Житомирі (2021).

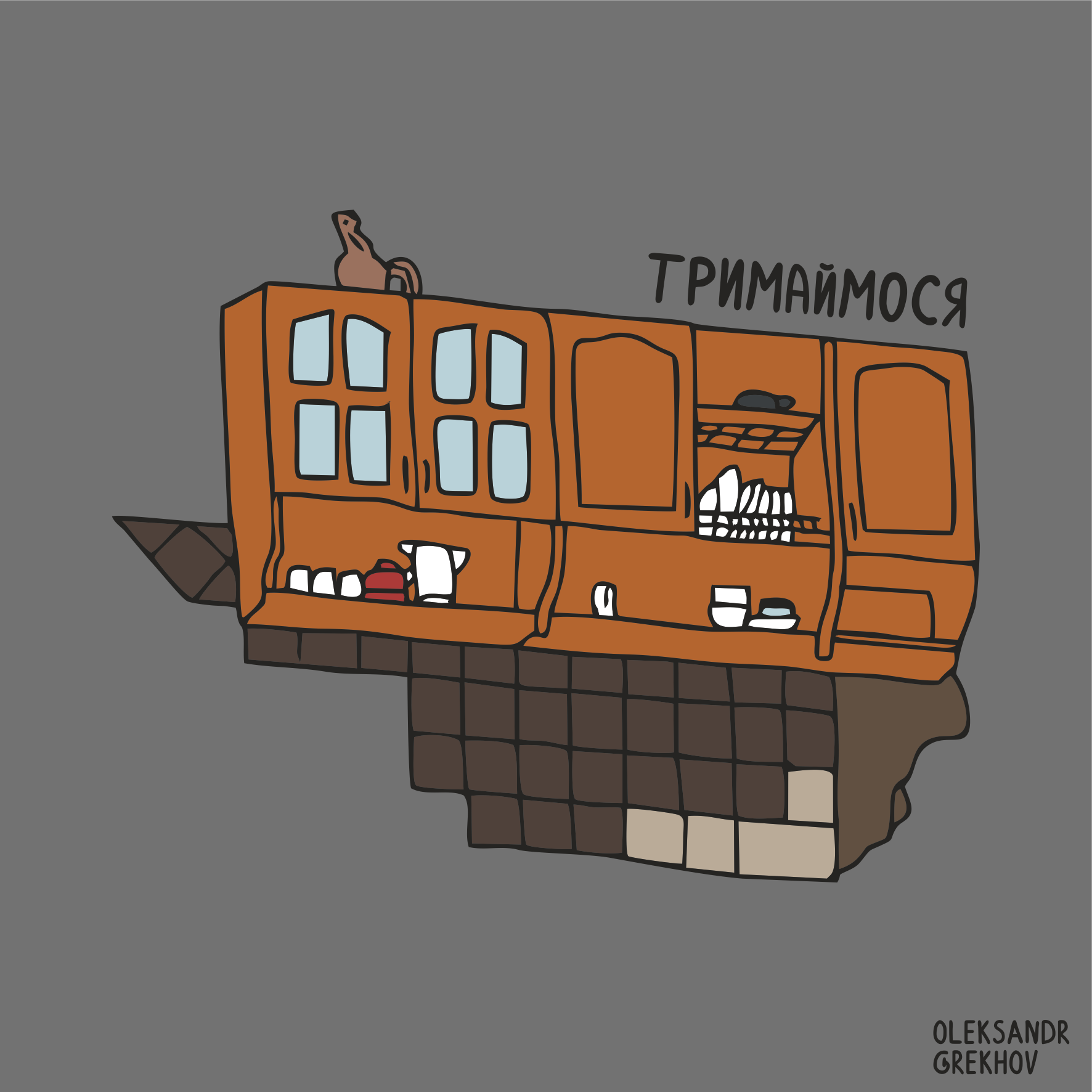
Шафка з Бородянки
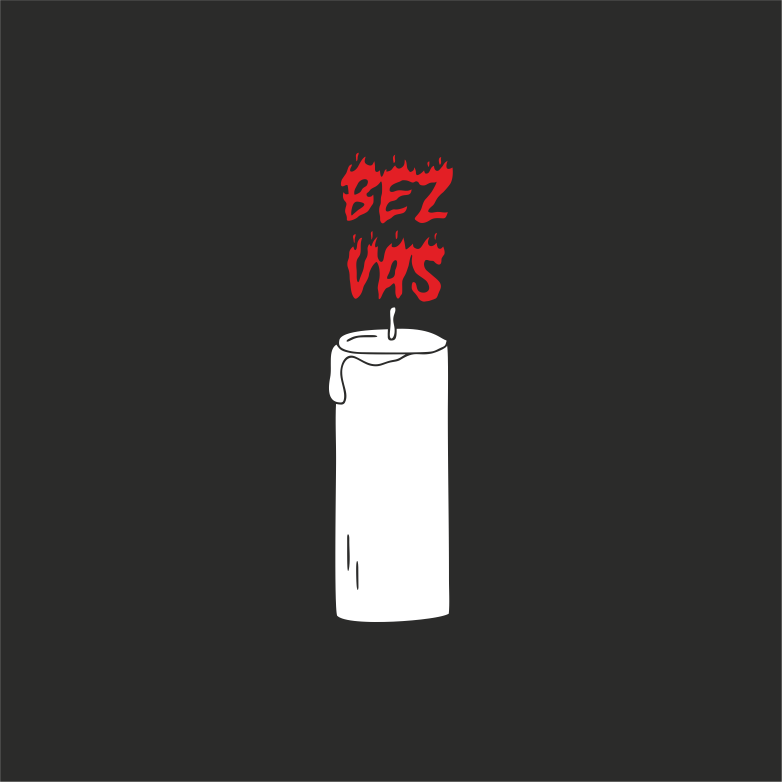
Без вас